# 鹿沼市立図書館
鹿沼市立図書館（かぬましりつとしょかん）は、栃木県鹿沼市にある公立図書館。1915年（大正4年）に開館した私立図書館を起源とする、栃木県では歴史の長い図書館である。睦町にある本館、口粟野にある粟野館、栄町三丁目にある東分館（ほんのす）から成る。
読書によるまちづくりを進める鹿沼市における核となる施設であり、図書館ボランティアが自主性・主体性を発揮して、多様な活動に取り組んでいる。

## 歴史

### 戦前
鹿沼市立図書館の起源は、1915年（大正4年）4月28日に開館した鹿沼町青年会付属図書館である。同館は、大正天皇の御大典を記念して鹿沼町立尋常小学校（現・鹿沼市立中央小学校）内に設置され、寄贈図書2,118冊と寄託図書816冊をもって出発した。開館式は同年8月31日に開かれ、田中穂積博士と下野中学校（現・作新学院高等学校）の船田兵吾校長による記念講演が行われた。町民らが利用できるようになったのは翌9月1日からで、運営事務は青年会の幹事が担当した。
1924年（大正13年）7月25日に皇太子（後の昭和天皇）成婚記念として、上都賀郡鹿沼町へ移管した。翌1925年（大正14年）3月28日に栃木県から正式に公共図書館と認められ、「鹿沼町立図書館」となった。移管初年の図書館費は548円で、教育費決算額の0.25%を占めた。町民の知識欲に応えるものであり、栃木県内でも早い時期に創設された公共図書館であった。
1927年（昭和2年）の記録では、常勤の書記が1名配置され、図書・雑誌類を135部購入し、1,507人が閲覧に訪れた。1929年（昭和4年）には館長も就任し、閲覧者は約4,000人（うち男性は95%）に増加した。1941年（昭和16年）に青年学校へ施設を譲るため、一旦閉館した。閉館翌年の1942年（昭和17年）は100円の図書館費が付いたが、1944年（昭和19年）には社会教育費全体で42円と、戦時体制に突入した。
後に鹿沼市となる地域では、鹿沼町立図書館のほかにも、小学校への併設という形で文庫や図書館が開館した。例えば北赤塚尋常小学校（すでに廃校）では、初代校長を讃えて、森下文庫が1897年（明治30年）に設置された。また南摩尋常高等小学校（現・南摩小学校）では、卒業生の奈良武次（陸軍大将）からの寄付で、奈良文庫を1934年（昭和9年）12月に設置し、その蔵書は南摩コミュニティセンターが引き継いでいる。

### 戦後
1949年（昭和24年）9月6日、鹿沼町の市制施行記念として、蔵書数4,021冊をもって再開した。1958年（昭和33年）9月10日に、鹿沼市役所新庁舎の完成に伴って、空き庁舎となった今宮町の旧市役所庁舎を改装して移転した。新しい図書館は2階に鹿沼市中央公民館を併設し、公民館部分は図書館の閲覧室としても利用された。移転時の蔵書数は16,342冊、閲覧者数は39,795人（うち女性13,677人）であった。昭和の大合併により市域が拡大したため、1955年（昭和30年）11月に巡回文庫を開始し、1962年（昭和37年）より移動図書館「いずみ号」で市内各所に設けられたステーションの巡回を始めた。この間、1960年（昭和35年）に市制施行10周年記念事業として『鹿沼市史』の編纂が行われることになり、図書館に事務局が置かれた。『鹿沼市史』は前後編の2巻構成で、1968年（昭和43年）3月に発行した。
1969年（昭和44年）4月、図書館・公民館を取り壊した跡地に鉄筋コンクリート構造4階建ての鹿沼市中央公民館が新築され、その3階へ移転した。これは明治100年記念と市制施行20周年記念を兼ねた事業であった。翌1970年（昭和45年）4月1日に鹿沼市立図書館条例が制定された。1976年（昭和51年）8月には、後に鹿沼市の一部となる上都賀郡粟野町に粟野町立図書館が開館した。栃木県では1951年（昭和29年）の佐野市立図書館以来、25年ぶりに新設された公立図書館で、粟野町は県内7番目の図書館設置自治体となった。
1986年（昭和61年）3月27日、鹿沼市図書館協議会は独立館舎建設について報告書をまとめ、1988年（昭和63年）6月25日に新図書館の建設工事が着工し、1989年（平成元年）10月10日に市制施行40周年記念として、新図書館が開館した。新館はコンピュータによる貸し出しを開始した。図書館の新築移転先は、帝国繊維鹿沼西工場の跡地の一部であり、1996年（平成8年）に文化ゾーン整備計画が策定され、順次整備が進められた。
1990年（平成2年）10月1日、図書館のイメージキャラクターに「さつきちゃん」と命名した。同年同月、粟野町立図書館が新築開館した。
2003年（平成15年）6月2日、分館の建設工事が始まり、7月24日に正式名称を「鹿沼市立図書館東分館」、10月10日に愛称を「ほんのす」とすることが決まった。同館は2004年（平成16年）7月6日に開館した。2006年（平成18年）1月1日、鹿沼市は粟野町を編入合併し、同町が設置していた粟野町立図書館を「鹿沼市立図書館粟野館」に改称した。
2012年（平成24年）度に平日の本館と東分館の閉館時間を19時まで延長する試行を実施し、翌2013年（平成25年）4月より、19時閉館に正式に移行した。2014年（平成26年）4月、東分館に指定管理者制度を、2015年（平成27年）1月に雑誌スポンサー制度を導入し、2017年（平成29年）7月に貸出点数を10点から図書15点と視聴覚資料5点に増やした。
2020年（令和2年）4月11日から5月11日まで、新型コロナウイルス感染症の感染拡大防止のため、全3館を臨時休館した。同年度に最も貸し出された図書は、一般書が凪良ゆう『流浪の月』、児童書がエリック・カール『はらぺこあおむし』であった。2023年（令和5年）6月、蔵書点検期間を利用して、ぬいぐるみお泊まり会を初めて開催した。この企画には10体のぬいぐるみが参加し、ぬいぐるみが本を選ぶ様子などを図書館職員が撮影し、KLV協会の協力を得てアルバムにまとめ、最終日の6月17日にぬいぐるみの持ち主にアルバムを贈った。

## 各館

### 本館
鹿沼市立図書館（かぬましりつとしょかん）は鹿沼市睦町287番地14（北緯36度34分12.95秒 東経139度45分13.23秒 / 北緯36.5702639度 東経139.7536750度）にある。市内の他館と区別する必要がある場合は、「本館」と称する。業務分掌は、管理係と奉仕係がある。2020年（令和2年）度の所蔵数は241,937点、購読雑誌数は133誌、購読新聞数は13紙で、貸し出し実績は55,694人203,849点である。
建物は、鉄筋コンクリート造2階建て一部地下1階建てで、敷地面積は6,894.28 m2、延床面積は2,788.69 m2 である。エントランスホールと一般開架は一部吹き抜け構造になっている。総工費7億271万7千円をかけて、1989年（平成元年）4月25日に完工、10月10日に開館した。
本館は1996年（平成8年）の文化ゾーン整備計画に先行して建設され、文化ゾーン内には川上澄生美術館、鹿沼市民情報センター、鹿沼市文化活動交流館といった市の文化施設や、鹿沼商工会議所、鹿沼公共職業安定所（ハローワーク鹿沼）がある。
館内
| 階      | 面積（m2） | 主な施設 |
| 2階     | 925.44     | 視聴覚室、スタディ&リーディングルーム、展示ホール、事務室、作業室、救護室、書庫（A・B）、会議室                                                                |
| 1階     | 1,828.97   | エントランスホール、一般開架、児童開架、郷土資料コーナー、雑誌コーナー、新聞コーナー、展示スペース、受付カウンター、ベリーちゃんルーム、対面朗読室、書庫、車庫 |
| 地下1階 | 34.28      | ポンプ室 |

### 粟野館

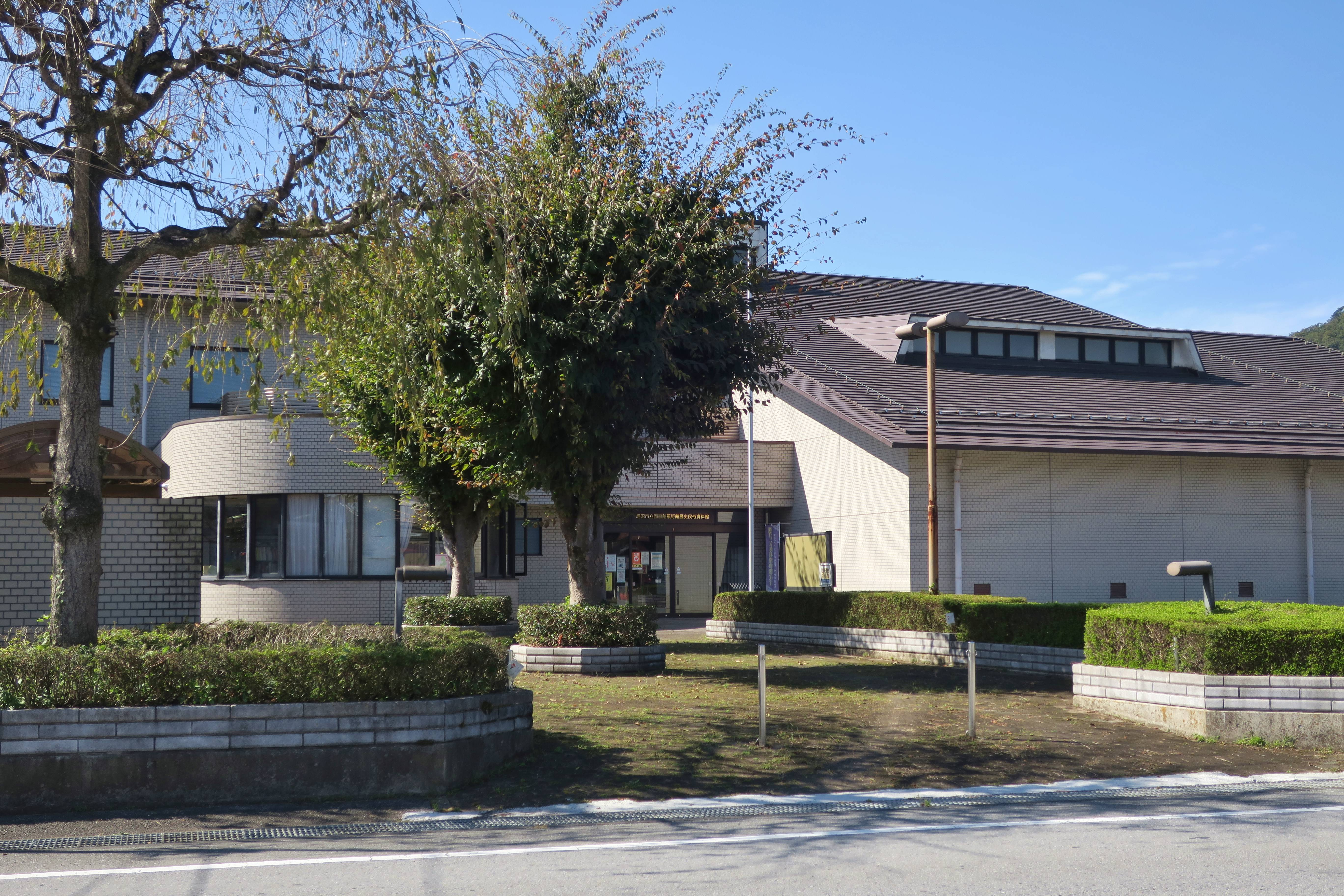
鹿沼市立図書館粟野館・粟野歴史民俗資料館

鹿沼市立図書館粟野館（かぬましりつとしょかん あわのかん）は鹿沼市口粟野661番地（北緯36度31分7.31秒 東経139度40分46.99秒 / 北緯36.5186972度 東経139.6797194度）にある。粟野町立図書館として1976年（昭和51年）8月に開館した。現行館は1990年（平成2年）11月に開館し、2006年（平成18年）1月1日に粟野館に改称した。粟野館の館長職は兼務であり、本館の館長が兼任する。2020年（令和2年）度の所蔵数は104,181点、購読雑誌数は36誌、購読新聞数は6紙で、貸し出し実績は12,575人47,887点である。
建物は、鉄筋コンクリート造2階建てで、敷地面積は3,515.00 m2、延床面積は1,583.05 m2 である。館内に粟野歴史民俗資料館を併設する。総工費4億438万3千円をかけて、1990年（平成2年）3月に完工した。
館内
| 階  | 施設                 | 面積（m2） | 主な部屋                                                                       |
| 2階 | 鹿沼市立図書館粟野館 | 990.95     | 一般開架室、視聴覚室、倉庫                                                     |
| 1階 | 鹿沼市立図書館粟野館 | 642.58     | 一般開架室、児童開架室、AV・新聞雑誌コーナー、ホール、事務室、館長室、閉架書庫 |
| 1階 | 粟野歴史民俗資料館   | 348.37     | 展示室、収蔵庫、特別収蔵庫、燻蒸室、研修室                                     |

### 東分館
鹿沼市立図書館東分館（かぬましりつとしょかん ひがしぶんかん）は鹿沼市栄町三丁目40番地17（北緯36度32分54.23秒 東経139度46分27.37秒 / 北緯36.5483972度 東経139.7742694度）にある。開館前の公募により、「ほんのす」という愛称がある。2014年（平成26年）4月に指定管理者制度を導入し、2021年（令和3年）現在、シダックス大新東ヒューマンサービスが指定管理者として管理運営する。2020年（令和2年）度の所蔵数は76,943点、購読雑誌数は47誌、購読新聞数は7紙で、貸し出し実績は12,575人147,665点である。
建物は、鉄骨造・木造平屋建てで、敷地面積は2,363.82 m2、延床面積は640.05 m2 である。総工費1億7647万3500円をかけて、2004年（平成16年）4月30日に完工し、7月6日に開館した。
館内
| 階  | 主な施設                                       |
| 1階 | 開架室、おはなし室、多目的室、事務作業室、倉庫 |

### 貸出文庫
本館と粟野館の館外奉仕事業として、市内27か所に貸出文庫を設置している。貸出文庫はAとBの2つのグループに分けられる。本館が所管するAグループは偶数月、Bグループは奇数月に図書館から配本を受ける。粟野館が所管するAグループは小学校、Bグループはその他の施設であり、両グループとも奇数月に図書館から配本を受ける。2020年（令和2年）度の貸し出し実績は、すべての文庫の合計で5,658人6,830点である。
施設一覧（統計は2021年3月31日現在または2020年度実績）
| 貸出文庫名                 | 所管   | グループ | 設置年 | 蔵書数（冊） | 配本数（冊） | 備考   |
| -------------------------- | ------ | -------- | ------ | ------------ | ------------ | ------ |
| 板荷コミュニティセンター   | 本館   | B        | 1986   | 975          | 480          | ロビー |
| 西大芦コミュニティセンター | 本館   | B        | 1986   | 1,791        | 480          |        |
| 加蘇コミュニティセンター   | 本館   | B        | 1987   | 1,560        | 510          | ロビー |
| 北犬飼コミュニティセンター | 本館   | A        | 1986   | 863          | 800          | ロビー |
| 南摩コミュニティセンター   | 本館   | B        | 1972   | 8,833        | 510          |        |
| 南押原コミュニティセンター | 本館   | A        | 1988   | 644          | 720          | ロビー |
| 東大芦コミュニティセンター | 本館   | A        | 1981   | 873          | 485          |        |
| 菊沢コミュニティセンター   | 本館   | B        | 1981   | 1,541        | 480          | ロビー |
| 北押原コミュニティセンター | 本館   | A        | 1981   | 431          | 640          | ロビー |
| 東部台コミュニティセンター | 本館   | A        | 2016   | 1,312        | 960          |        |
| 南部地区会館               | 本館   | A        | 1981   | 150          | 560          | ロビー |
| 市民文化センター           | 本館   | A        | 2013   | 114          | 880          | ロビー |
| アメニティホーム           | 本館   | B        | 2005   | 1,317        | 480          |        |
| 菊東なかよしクラブ         | 本館   | B        | 1995   | 102          | 510          |        |
| 石川げんきくらぶ           | 本館   | A        | 2005   | 92           | 510          |        |
| 学童クラブ宙               | 本館   | B        | 2016   | 91           | 510          |        |
| 粟野コミュニティセンター   | 粟野館 | B        | 2007   | 382          | 480          | ロビー |
| 粕尾コミュニティセンター   | 粟野館 | B        | 2007   | 82           | 480          | ロビー |
| 永野コミュニティセンター   | 粟野館 | B        | 2007   | 380          | 480          | ロビー |
| 清洲コミュニティセンター   | 粟野館 | B        | 2007   | 360          | 480          | ロビー |
| 粟野小学校                 | 粟野館 | A        | ―      | ―            | 600          |        |
| 清洲第一小学校             | 粟野館 | A        | ―      | ―            | 600          |        |
| 清洲第二小学校             | 粟野館 | A        | ―      | ―            | 600          |        |
| 永野小学校                 | 粟野館 | A        | ―      | ―            | 600          |        |
| 粕尾小学校                 | 粟野館 | A        | ―      | ―            | 600          |        |
| 粟野保育園                 | 粟野館 | B        | ―      | ―            | 600          |        |
| 清洲保育園                 | 粟野館 | B        | ―      | ―            | 600          |        |
| 貸出文庫書庫               | ―      | ―        | ―      | 12,995       | ―            |        |

## 利用案内
- 開館時間：9時30分から18時まで
  - 本館は平日のみ19時まで、東分館は全日19時まで。
- 休館日：月曜日（休日の場合は翌日）、休日の翌日（東分館は開館）、第3木曜日（東分館は開館）、年末年始、特別整理期間
- 貸出制限：鹿沼市に居住・通勤・通学する者または宇都宮市、日光市、真岡市、さくら市、下野市、河内郡上三川町、芳賀郡芳賀町、下都賀郡壬生町、塩谷郡高根沢町に居住する者。
- 貸出可能点数：図書・雑誌=15冊、視聴覚資料=5点（3館の合計）
- 貸出可能期間：2週間（予約がなければ、延長が可能）
- 返却場所：図書館カウンター、ブックポスト
  - 鹿沼市内3館のいずれでも返却できる。
- 予約、リクエスト、インターネット、複写、レファレンスサービスが利用可能。
  - 本館のみハンディキャップサービスが利用可能。

## 主な取り組み

### KLV協会の活動
KLV協会は、1991年（平成3年）に鹿沼市の図書館ボランティア養成講座を修了した18人が1992年（平成4年）3月に設立したボランティア団体である。KLVとは、鹿沼図書館ボランティア（Kanuma Library Volunteer）の略称で、「カリブー」と読む。小学生から70代まで幅広い年齢層の会員が活動し、2020年（令和2年）現在、約200人が加入する。
KLV協会には、鹿沼市内の小中学校ごとに活動する部会と、読み聞かせや養成講座などの分野ごとに活動する部会、KLV・Jr（カリブー・ジュニア）活動に大別でき、主に部会単位で活動を行う。「できるひとが、できるときに、できることを」という活動方針を掲げ、各人の自主性・主体性を尊重することで、多様な活動を生み出している。年1回の総会と、年3回の各部代表者会議が全体調整の場となるが、全体の取りまとめを行う執行部の担い手不足が課題となっている。

#### 学校図書館での活動
小中学校ごとの部会は、主に学校図書館で活動を行い、学校ごとに独立して活動を行う。KLV会員・校長・担当教員による学校図書館運営委員会で意思疎通を図りながら、学校ごとに活動曜日・時間帯・内容を調整する。KLVと教師は互いに「ノーと言える関係」、「ノーと言っても崩れない良好な関係」を築いており、KLV側が提案した活動を教師側が教育計画に合わないとして拒否することも、逆に教師側がKLV側に依頼した案件を活動方針にそぐわないと却下することもある。
例えば、鹿沼市立石川小学校では月2回「KLVタイム」を始業時間前に設け、KLV会員が各教室で児童に読み聞かせを行う。KLVタイムは社会教育活動・地域活動の時間という位置付けのため、学級担任は職員室で作業をしており、KLVタイムの運営には関与しない。他方で、読み聞かせに使う本は担任が選定し、KLVタイムの児童の様子をKLV会員が担任に報告するなど、教師とKLV会員の間で連携を取っており、この仕組みを「学社融合」と呼ぶ。石川小のKLV会員は、図書委員と協力して季節ごとのディスプレイも行っている。
学校によっては、KLV会員が授業運営の補助・協力を行う。授業運営に関わる場合は、多くが教師側からの依頼・相談を契機としているが、例えば調べ学習の授業で、KLV会員が自発的に辞書が使えない子供がいるのではないかと考えて学習相談コーナーを設け、辞書の引き方をアドバイスするなど、KLV会員は「自分たちの活動」として取り組んでいる。
KLVの活動により、児童・生徒の読書意欲や学校図書館利用率の向上が図られ、KLVが学校図書館に関わる前に比べて読書量が3倍になった学校も現れた。また、子供たちにとっては、家族以外の顔見知りの大人ができることによる安心感を得ることができるという効果がある。

#### 部会活動
分野ごとの部会は、各分野に特化した活動を行い、新入会員の養成や既存会員のスキルアップに関する部会、年3回の「カリブー通信」を発行する広報部会、会員が着用するエプロンを作るエプロン部会などがある。また、市立図書館本館で毎年「KLVまつり」を開催する。市立図書館にはKLV協会を担当する職員がおり、ブックスタート事業を共同で運営するほか、図書館の司書がKLV会員の養成講座で講師を務めたり、夏休みに開催する図書館主催の「調べ学習相談会」で、KLV会員が中心になって、児童・生徒の質問に答えてもらったりと、図書館とKLV協会が相互に協力し合う関係を築いている。

#### ジュニア活動
KLV・Jr活動は、各校での活動を通して、いくら呼び掛けても読書をしない中学生がいることに気付いたKLV会員が、「中学生に図書館ボランティアになってもらうことで、自然に本を手に取るようになるのではないか」と考えて始めた活動である。KLV・Jrは、大人の会員と同様に養成講座を受け、幼稚園や福祉施設などで読み聞かせや紙芝居を行う。2009年（平成21年）度に参加した中学生は4人で、2020年（令和2年）度にKLV・Jr活動を行っている中学校は1校のみ と、参加する中学生を増やすことが課題である。

### ちいさな図書館と街角ライブラリー
市民が本に触れる機会や本を通した交流の促進を目的に、2014年（平成26年）11月から「ちいさな図書館」事業を実施している。市内の商店や金融機関などに加盟店になってもらい、各店舗でテーマを設定し、店主のおすすめ本を中心とした本を置く。本の貸し出しはできず、利用者は店内で読書する。2021年（令和3年）3月31日現在、加盟店は17店ある。
ちいさな図書館事業は、特定非営利活動法人鹿沼市民活動サポーターズ（かぬま市民活動広場ふらっと）に委託しており、同法人はビブリオバトルなどイベントを企画運営することで、本によるまちづくりを行っている。
ちいさな図書館事業とは別に、KLV協会が実施する「街角ライブラリー」の取り組みがある。街角ライブラリーは、市内の銀行や病院、美容院などに市民から寄付された図書を配架し、貸出手続きなく自由に本を読んでもらう企画である。2020年（令和3年）現在、33か所が参加する。

### 河鹿の会と本を読む子どもの集い
河鹿の会（かじかのかい）は、1957年（昭和32年）に児童文学者で鹿沼幼稚園長の上沢謙二らが「日本児童文学者協会鹿沼支部」として創設した組織で、童話・児童文学の創作と普及活動を行っている。1961年（昭和36年）に鹿沼市の清流で鳴くカジカガエルにちなんで会員の作品を発表する会誌『河鹿』を創刊し、組織名を「河鹿の会」とした。
1971年（昭和46年）に、会員の安野静治が「本を読む子どもの集い」を提唱し、市立図書館を拠点として、小学生の読書会の支援を開始した。「本を読む子どもの集い」は年6回の例会を通して、読書の楽しさ・すばらしさを小学校低学年・中学年の子供たちに知ってもらう場としている。2020年（令和2年）現在の会員は8人で、「本を読む子どもの集い」を河鹿の会の主要な活動とする一方、会誌の発行も続け、創作活動にも取り組んでいる。